# 阳康乡
阳康乡，是中华人民共和国青海省海西蒙古族藏族自治州天峻县下辖的一个乡镇级行政单位。

## 行政区划
阳康乡下辖以下地区：
赛尔娘牧委会、曲陇牧委会、恰浩尔牧委会和果当牧委会。